# Heritiera albiflora
Heritiera albiflora är en malvaväxtart som först beskrevs av Ridley, och fick sitt nu gällande namn av André Joseph Guillaume Henri Kostermans. Heritiera albiflora ingår i släktet Heritiera och familjen malvaväxter. Inga underarter finns listade i Catalogue of Life.